# Solanum verrucosum
Solanum verrucosum là loài thực vật có hoa trong họ Cà. Loài này được Schltdl. miêu tả khoa học đầu tiên năm 1839.